# 柳勇
柳 勇（やなぎ いさむ、1891年（明治24年）10月27日 - 1989年（平成元年）11月3日）は、大日本帝国陸軍軍人。最終階級は陸軍少将。

## 経歴
1891年（明治24年）に福岡県で生まれた。陸軍士官学校第25期卒業。1939年（昭和14年）に陸軍歩兵大佐に進級し、熊本陸軍教導学校学生隊長に就任。1940年（昭和15年）に歩兵第47連隊長を経て、1943年（昭和18年）6月に歩兵第67旅団長に転じ、中国戦線に出動。北京周辺の治安維持に当たる。同年8月に陸軍少将に進級。
1944年（昭和19年）8月3日に西部軍司令部附となり、8月14日に待命、8月15日に予備役に編入された。1945年（昭和20年）4月30日に召集され、豊原連隊区司令官兼豊原地区司令官に就任した。

## 栄典
- 1943年（昭和18年）10月9日 - 勲二等瑞宝章[6]